# Voie rapide R5 (Slovaquie)
La route slovaque R5 (en slovaque : Rýchlostná cesta R5) est une voie rapide.

## Itinéraires européens
À terme, la route formera une partie de la route européenne E75.